# Rhyacophila basalis
Rhyacophila basalis là một loài Trichoptera trong họ Rhyacophilidae. Chúng phân bố ở miền Tân bắc.